# La ragazza con la valigia
La ragazza con la valigia è un film del 1961 diretto da Valerio Zurlini, presentato in concorso al 14º Festival di Cannes.. Ha ricevuto ai David di Donatello un David Speciale per la migliore interpretazione femminile di Claudia Cardinale.
Il film è stato poi selezionato tra i 100 film italiani da salvare.

## Trama
La storia si svolge in estate tra Parma e la Riviera romagnola. Aida Zepponi è stata sedotta da Marcello, che ha conosciuto a Riccione, un dongiovanni che le ha fatto false promesse e, dopo essersi divertito, non sa come disfarsi di lei. Aida è rimasta sola e non sa come fare, anche perché per stare con Marcello ha lasciato il suo ragazzo, Piero, leader di un gruppo musicale.
Marcello, che le ha dato un falso cognome, quando se la vede davanti a casa prova a liberarsene mandandole incontro suo fratello sedicenne, Lorenzo. Ma il ragazzo, pur non rivelandole la verità prima è impietosito da Aida, poi prende una cotta per lei. Per trattenerla in città, e poterla frequentare, Lorenzo inventa una serie di bugie in casa. Ma la zia si accorge del suo cambiamento: sta spesso fuori casa, chiede dei soldi, non studia.
Una sera Lorenzo va all'albergo dove ha procurato una stanza ad Aida, usando il denaro chiesto alla governante. Rimane ben oltre la mezzanotte con lei ed un gruppo di persone che ha appena conosciuto. Al ritorno a casa riceve una brutta sorpresa: la zia è rimasta sveglia e lo ha aspettato. Gli molla un ceffone, lo manda a letto e gli proibisce di uscire la sera. Impone alla governante di non dargli più dei soldi. Ma Lorenzo non riesce a togliersi Aida dalla testa.

Corrado Pani (Marcello) e Jacques Perrin (Lorenzo)

Il giorno dopo Aida si sente libera di dire a Lorenzo una cosa di sé che non ha mai detto: è madre di un bambino. Suo figlio sta facendo le vacanze in una colonia estiva a Riccione. Lo sguardo di Lorenzo si fa buio. Ma anche Aida non sa tutta la verità su Lorenzo. Si incarica di dirglielo il parroco don Pietro, amico di famiglia: Lorenzo è il fratello minore di Marcello. Dopodiché il parroco chiede ad Aida di lasciare Parma.
Tornata in Riviera, Aida si reca nello stabilimento balneare di Rimini dove lavora Piero e, semplicemente, gli propone di lavorare. Ma Piero si sente ancora offeso per essere stato lasciato, le dà uno schiaffo e la manda via. Romolo, un suo amico, attratto dall'avvenenza di Aida, la ferma e le offre da bere, passando il resto del pomeriggio con lei. Romolo promette anche di farle fare un provino la sera stessa. Ma Aida non gli crede. L'uomo allora le offre 20.000 lire, che Aida, dopo qualche esitazione, accetta.
Ma Lorenzo è sempre sulle sue tracce: ha preso un treno da Parma per raggiungerla. La trova proprio mentre è con Romolo. Tra i due nasce una colluttazione. Lorenzo prende dei pugni, ma riesce anche a colpire l'uomo, che poi è fermato da altre persone. Quella sera, all'imbrunire, Aida e Lorenzo sono soli sulla spiaggia. Tra di loro c'è il primo bacio.
La notte Aida accompagna alla stazione Lorenzo, che deve ripartire per Parma. Sono quasi le due. Lorenzo saluta la donna e le lascia una busta. Le spiega che ha voluto scrivere delle cose che non è mai riuscito a dirle. Quando Lorenzo se ne va, Aida apre la busta ma ci trova dei soldi. Anche Lorenzo, quindi, ha deciso di non rivederla più. Aida rimane immersa nei suoi pensieri mentre il treno di Lorenzo parte. Poi esce dalla stazione e si mette a camminare senza una meta.

## Colonna sonora
Il commento musicale del film è di Mario Nascimbene, con Bruno Nicolai al clavicembalo e Mario Gangi alla chitarra.
La colonna sonora comprende l'aria Celeste Aida dall'opera di Giuseppe Verdi, cantata da Beniamino Gigli, e le seguenti canzoni:
- Abrete sesamo di Marques-Molina, cantata da Peppino Di Capri
- Deguello di Dimitri Tiomkin
- Estate violenta di Nascimbene-Pazzaglia, nell'esecuzione di Fausto Papetti
- Fever di Davemport-Cooley-Devilli
- Folle banderuola di Gianni Meccia, cantata da Mina
- Impazzivo per te di Del Prete-Celentano, cantata da Adriano Celentano
- Il cielo in una stanza di Gino Paoli, cantata da Mina
- Nessuno al mondo, di Rastelli-Crafer-Nebb, cantata da Peppino Di Capri
- Nun è peccato di Calise-Rossi, cantata da Peppino Di Capri
- Il nostro concerto di Calabrese-Bindi, cantata da Umberto Bindi
- Just That Same Old Line, cantata da Nico Fidenco
- Rock Matto di Libano-Fulci-Vivarelli, cantata da Adriano Celentano
- Tequila di Chuck-Locatelli
- Tintarella di luna di Franco Migliacci e Bruno De Filippi, cantata da Mina
- Una zebra a pois di Ciorciolini-Verde-Luttazzi, cantata da Mina.

## Critica
«Una sorta di Traviata adriatica... iniziazione sentimentale raccontata con pudore e limpidezza... uno dei film più raffinati e incisivi di Zurlini... due interpreti indimenticabili.» ***